# Quellentropie
Quellentropie (englisch source entropy) ist ein Begriff aus der Stochastik.
Die Definitionen der Blockentropie und der bedingten Entropie sind im Grenzübergang gleichwertig. Man erhält einen Ausdruck, der die Entropie pro Symbol unabhängig von der Blocklänge beschreibt, die so genannte Quellentropie:
{\displaystyle h=\lim _{n\to \infty }H^{(n)}=\lim _{n\to \infty }h_{n}}
Es gelten die Ungleichungen
{\displaystyle h\leq H^{(n)}\leq H(x_{n})\leq \log |X|}